# Château de Ferrette
Le château de Ferrette est un château fort médiéval situé à Ferrette, Haut-Rhin (Grand Est).

## Historique
C'est sur un piton rocheux qui culmine à 612 m d'altitude, surplombant la ville de Ferrette, que Frédéric Ier de Ferrette, fils de Thierry Ier, comte de Montbéliard, fit bâtir le château de Ferrette, vraisemblablement construit sur les fondations d'une tour d'observation romaine. Chef-lieu du comté de Ferrette, sa première mention est datée de 1144 comme résidence principale des comtes de Ferrette, mais il semble exister en tant que tel depuis 1040.
En 1103, Frédéric de Montbéliard hérite de son père des terres d'Alsace supérieure et s'installe dans le château vers 1125. Devenu Frédéric de Ferrette, il fonde le comté de Ferrette, qui sera l'une des plus puissantes seigneuries de Haute-Alsace durant le Moyen Âge, tant et si bien que, de 1105 à la fin du XIIIe siècle, le comté de Ferrette est pratiquement un État souverain. Axé à l'origine sur le Sundgau occidental, le comté s'étendit déplaçant progressivement son centre vers Altkirch puis Thann. Frédéric de Ferrette meurt vers l'année 1168. Son fils Louis lui succède, mais décède lors d'une croisade à laquelle il prit part en 1189.
Le petit-fils de Louis, Frédéric II, prend la relève. Il fera fructifier ses terres au point de susciter la convoitise de l'évêque de Bâle avec qui il aura de nombreux conflits. Il sera assassiné en 1233, officiellement par son fils Louis III, qui sera accusé de parricide et excommunié. Son autre fils, Ulrich, prend le pouvoir et vend son domaine, le château et la ville de Ferrette à l'évêque de Bâle en 1271, devenant ainsi son vassal, comme le seront son fils Thiébaut et son petit-fils Ulrich III.
Ce n'est que six siècles plus tard que l'on découvrira un parchemin contenant l'aveu par lequel Ulrich II avoue l'assassinat de son père. Ce parchemin s'avèrera être un faux. Voici ce qu'en dit l'historienne Gabrielle Claerr-Stamm : « l'historien Auguste Quiquerez fabriqua au XIXe siècle une fausse confession par laquelle Ulrich II, frère de Louis le Féroce, s'accusait du meurtre de son père ! Il fallut plus d'un siècle et la perspicacité de l'historien Christian Wilsdorf pour dévoiler la supercherie » (Si Ferrette m'était « comté »).
À la mort d'Ulrich III, le 10 mars 1324, sa fille Jeanne de Ferrette hérite du comté de Ferrette. Elle épouse l'archiduc Albert de Habsbourg, qui intègre ainsi le comté de Ferrette à l'Autriche et le fera gérer par des administrateurs nommés par les empereurs d'Allemagne. Son histoire se confond dès lors avec l'Autriche antérieure.
Vers 1446, le château est rénové, reconstruit en 1488 et agrandi en 1552 puis de nouveau modifié par les archiducs d'Autriche, entre 1571 et 1615, afin de l'adapter aux armes à feu.
En 1469, à la suite du traité de Saint-Omer, Ferrette est cédé par Sigismond d'Autriche à Charles le Téméraire, qui y établit Pierre de Hagenbach comme gouverneur.
Donné en bailliage aux seigneurs Reich de Reichenstein en 1504, qui y règnent en despotes, le château passe aux mains d'une famille de banquiers : les Fugger d'Augsbourg, qui de 1540 à 1567 font construire un rempart reliant le château-haut au château-bas et le transforment en garnison. Il est habillé de fortifications et complété de profonds fossés ; ce qui s'appelle alors le château inférieur est flanqué de tours demi-rondes.
Ceci ne pourra pas l'empêcher de tomber entre les mains d'une troupe de soldats suédois du Rhingrave d'Erlach, en 1632, durant la guerre de Trente Ans, malgré sa défense assurée par Jean-Adam de Ferrette. Deux ans plus tard, les paysans en révolte chassent la garnison suédoise du château, qui revient immédiatement avec des renforts. Ils prennent le village, le pillent, le saccagent, pourchassent les habitants puis détruisent les fortifications. Le château supérieur quant à lui subit de gros dommages.
En 1635, c'est au tour des troupes françaises d'attaquer le château. Une fois pris, il est en partie brûlé et détruit. Seule la partie basse sera restaurée.
Le 24 octobre 1648, par les traités de Westphalie et de Münster qui mettent fin à la guerre de Trente Ans, les terres et seigneuries des Habsbourg en Alsace passent aux mains du roi de France.
En 1651, Jean-Adam de Ferrette cède ses droits de propriété à son fils Philippe-Jacques de Ferrette, qui épouse Marie-Anne de Schoenau.
En 1659, Louis XIV donne plusieurs seigneuries à son premier ministre Mazarin, dont celle de Ferrette. Le château devient peu à peu une ruine. Mazarin l'offre ensuite à sa nièce, dont le mari prend les titres de duc de Mazarin et comte de Ferrette. Ces titres seront transmis à ses héritiers qui existent toujours en la personne du prince de Monaco, qui porte toujours le titre de comte de Ferrette.
En 1671, le fils ainé de Philippe-Jacques de Ferrette, Jean-Joseph de Ferrette, hérite du château.
En 1721, Marie-Anne de Ferrette, épouse de Jean-Jacques-Nicolas Reich de Reichenstein, en devient héritière à la mort de son père, Jean-Joseph. Par la suite, elle vend le château à la branche Ferrette-Carspach. François--Antoine de Ferrette-Carspach fait démolir le château-haut totalement en ruine. En 1777, la seigneurie passe aux mains d'Honoré IV prince de Monaco, qui devient propriétaire du domaine de Ferrette par son mariage avec Louise d'Aumont, héritière de Mazarin. L'actuel prince de Monaco en est toujours comte.
Le 29 juillet 1789, lors de la « Grande Peur », le château-bas est pillé et incendié par des paysans révoltés venant de la vallée de Saint-Amarin. Il est, dès lors, totalement abandonné et sert de carrière de pierre.
Dans son roman intitulé Anne de Geierstein, écrit en 1829, Walter Scott fait figurer le château de Ferrette et les méfaits de Pierre de Hagenbach, qui fut décapité pour ses nombreuses exactions.
En 1838, le château est vendu à Jean Zuber, riche industriel et fabricant de papier peint à Rixheim, et est classé monument historique en 1842.
En 1862, le château était possession de la famille Zuber de Rixheim.
Classées monument historique depuis 1930, les ruines du château sont entretenues et consolidées avec l'aide financière de la ville de Ferrette, du département du Haut-Rhin et des Services des Bâtiments de France. Les bénévoles de l'association Chantiers histoire et architecture médiévales ont également participé aux travaux entre 1998 et 2014.
Le château a été vendu à un particulier en 2011.

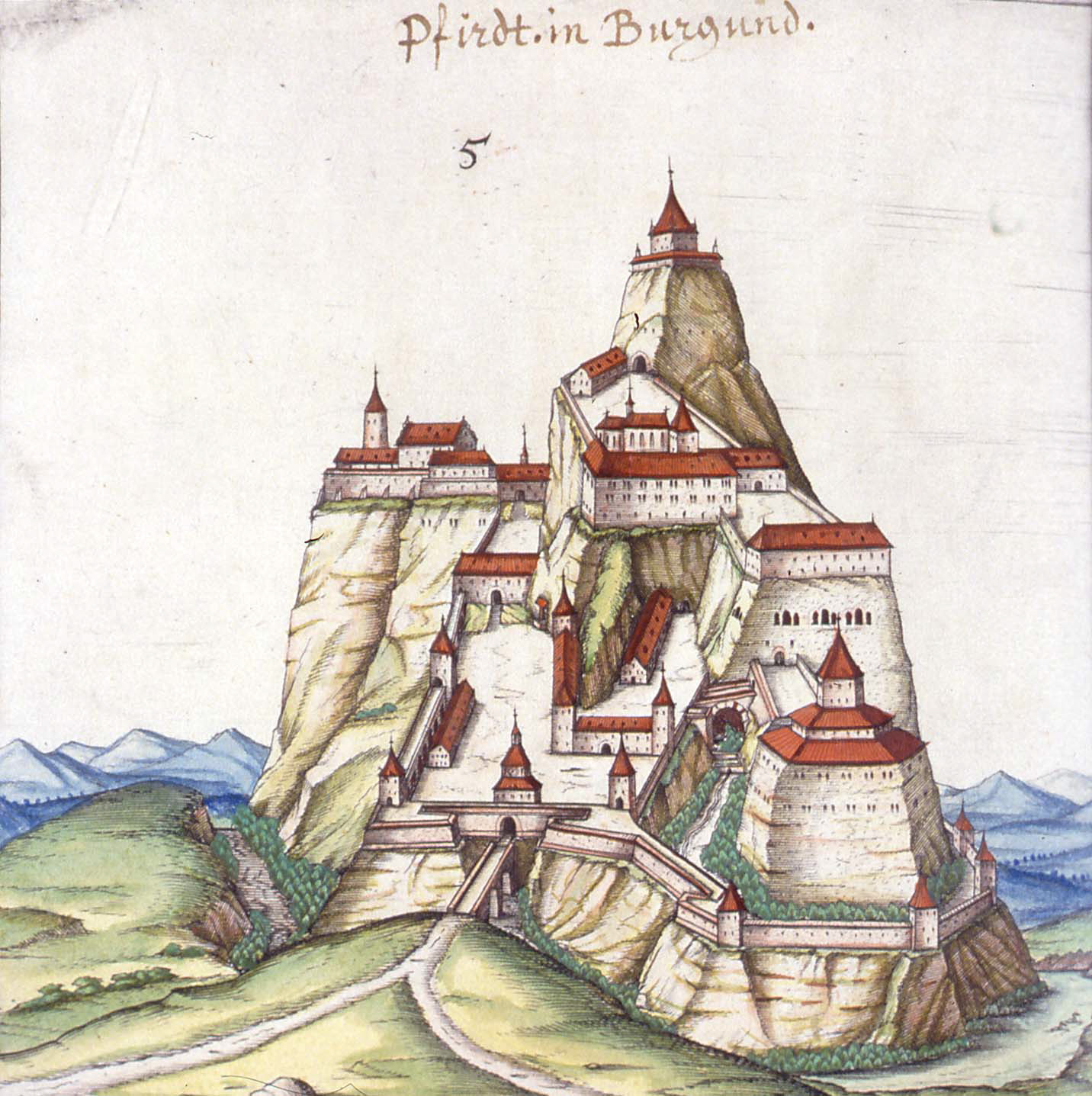
Le château de Ferrette en 1589.
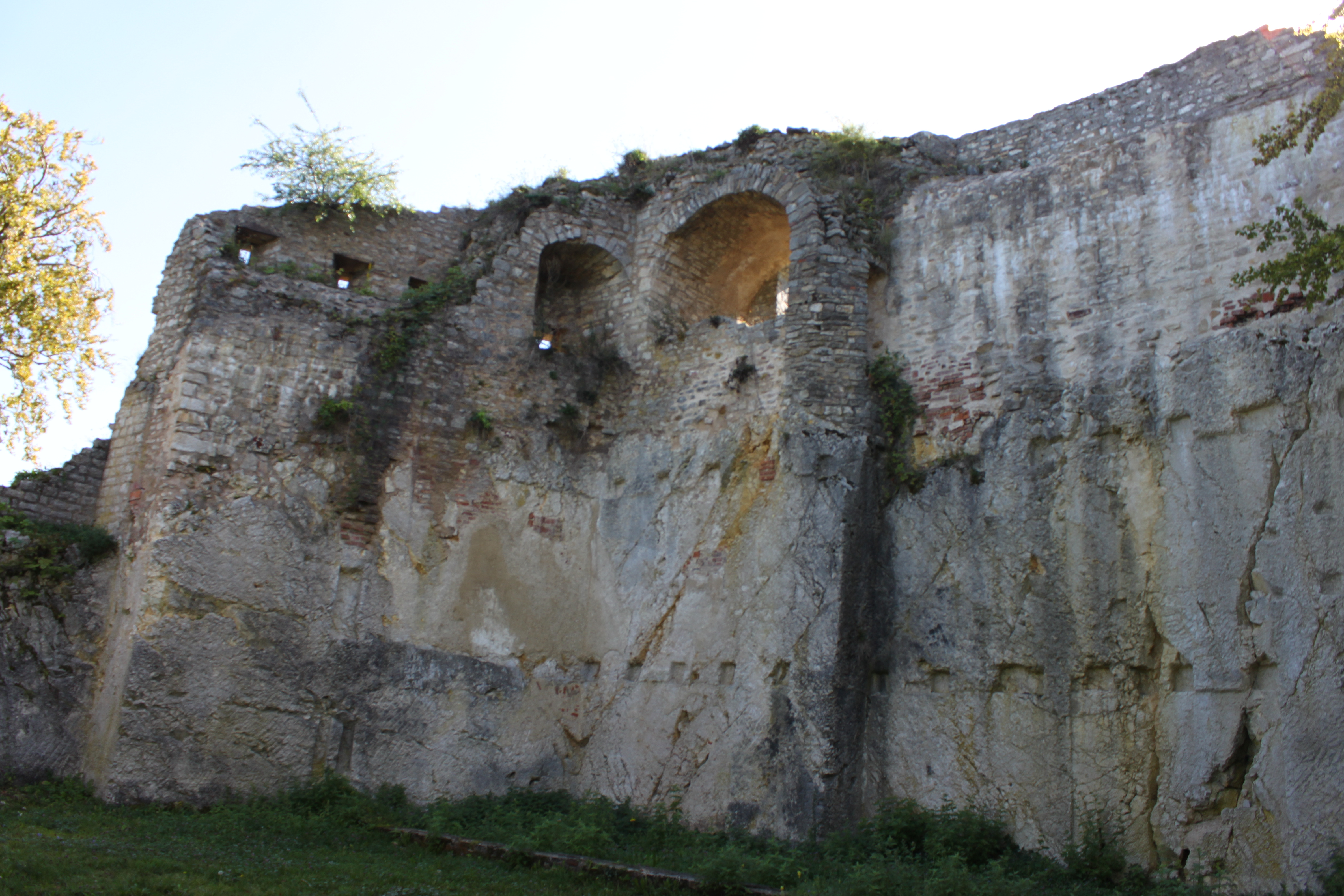
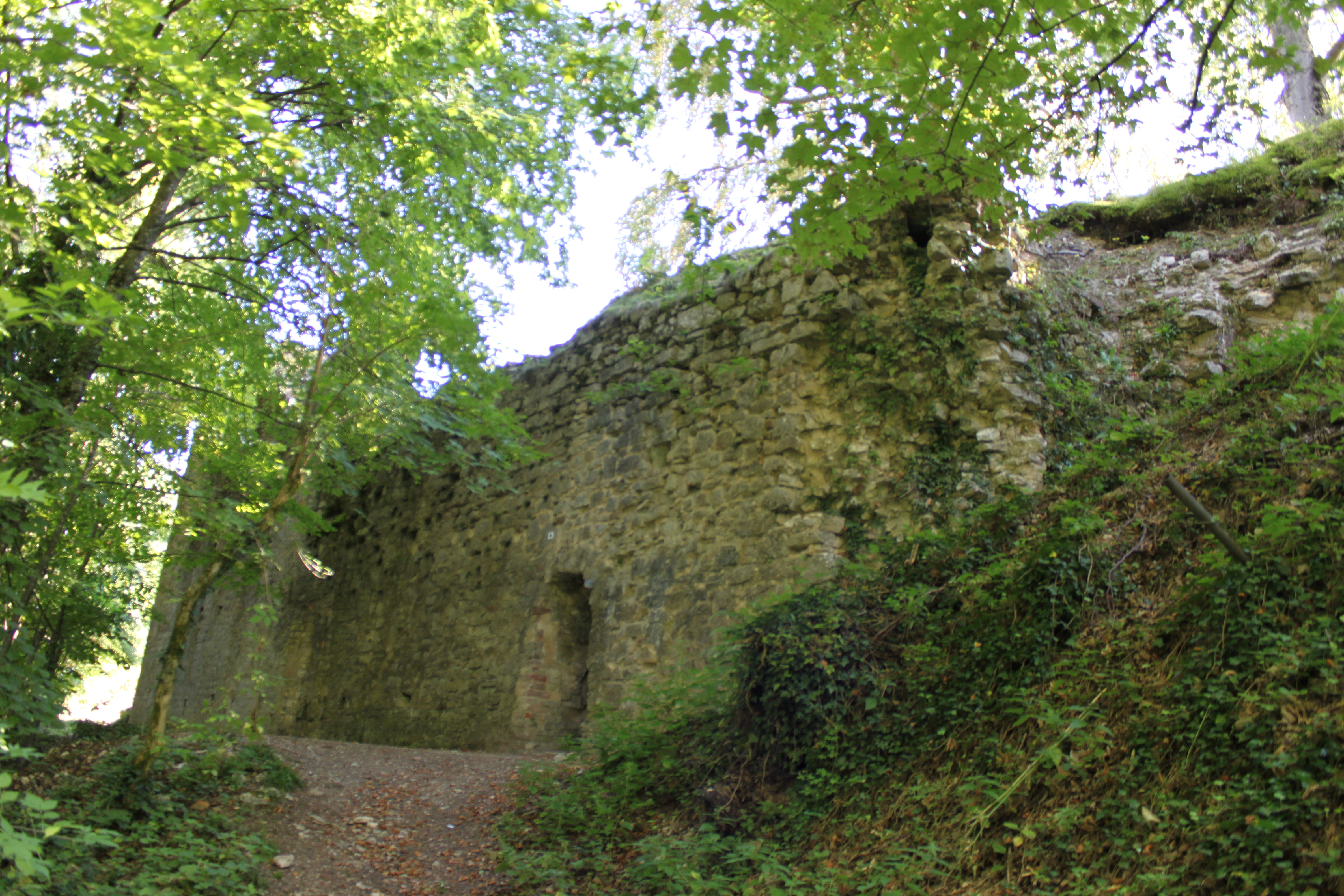
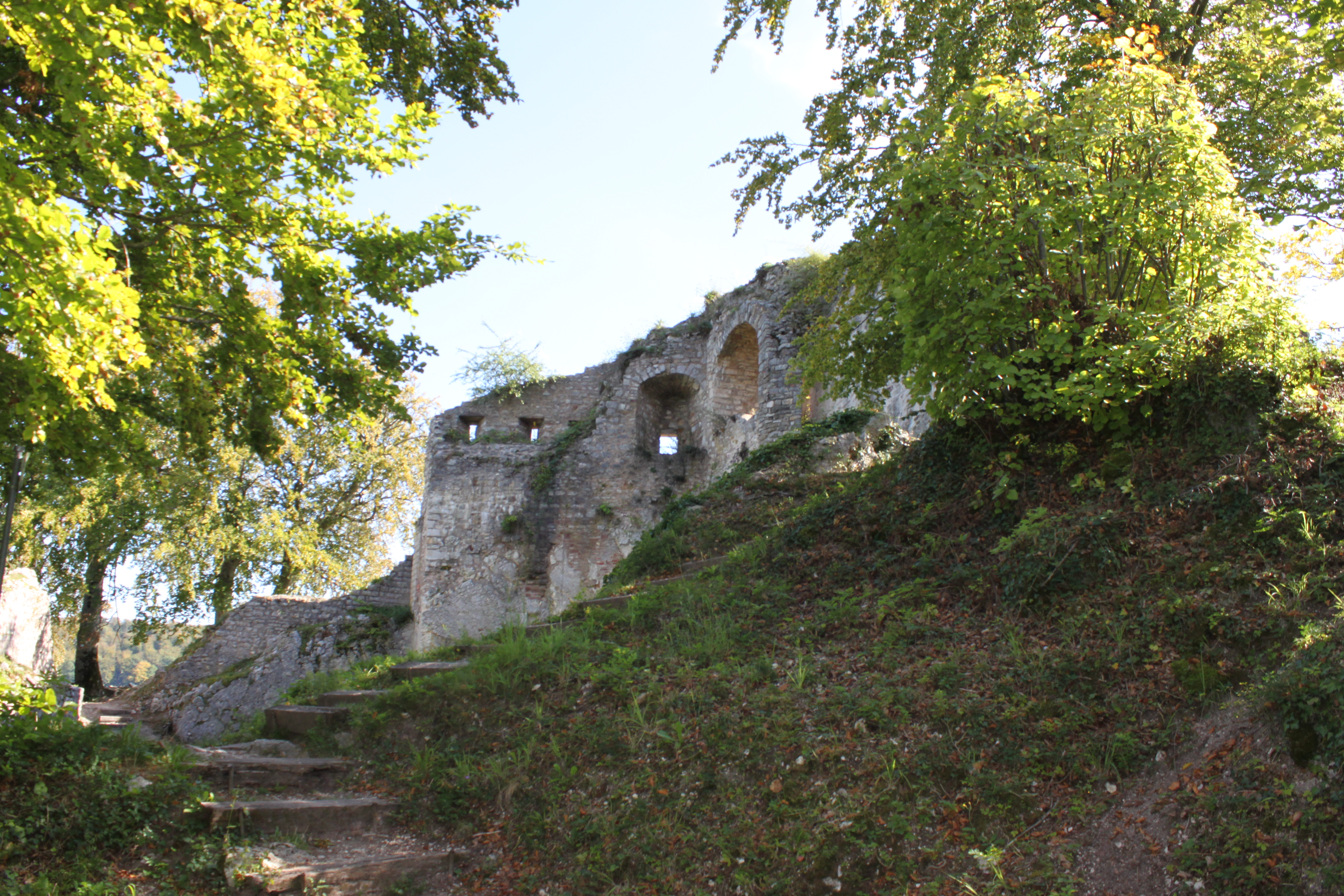
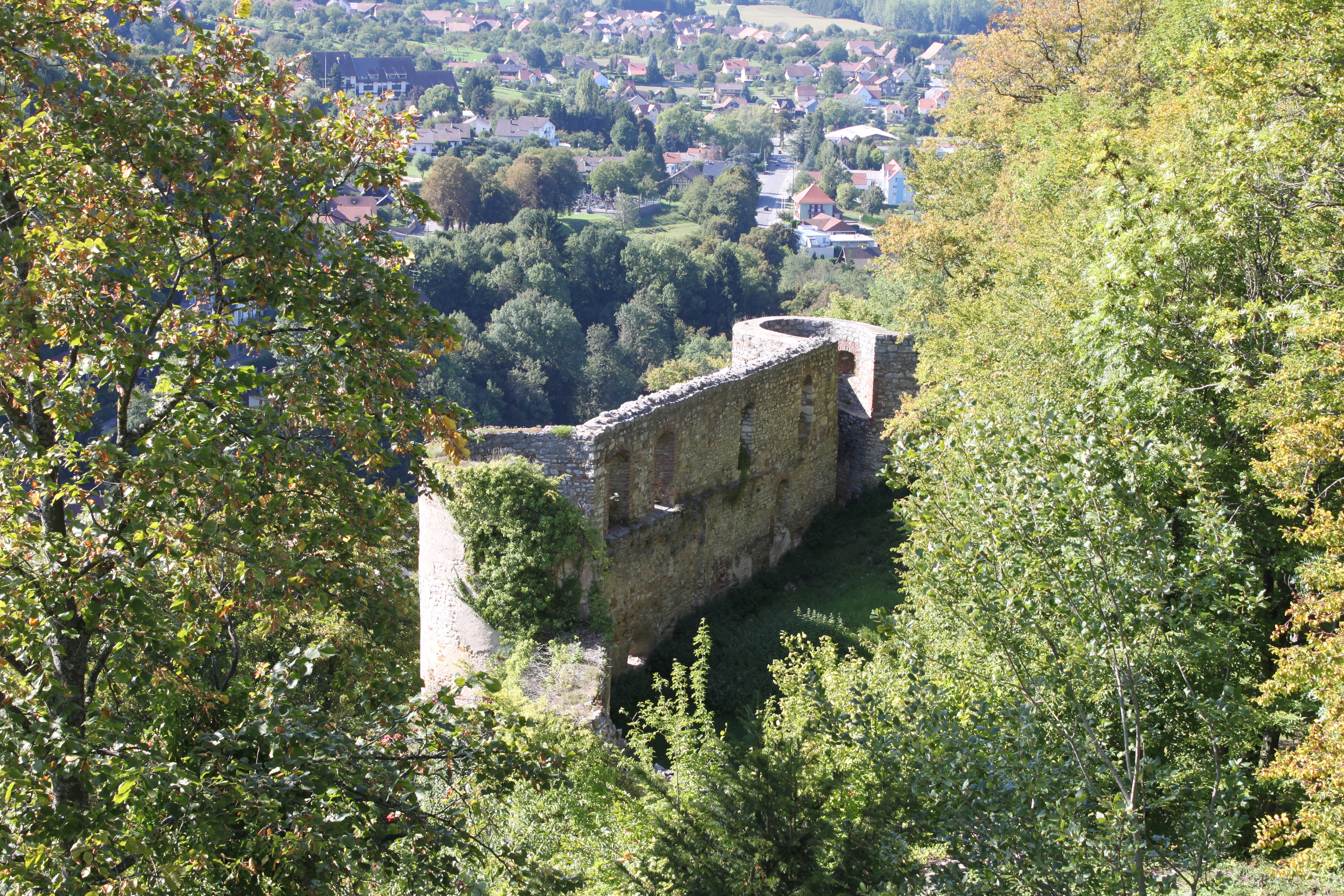
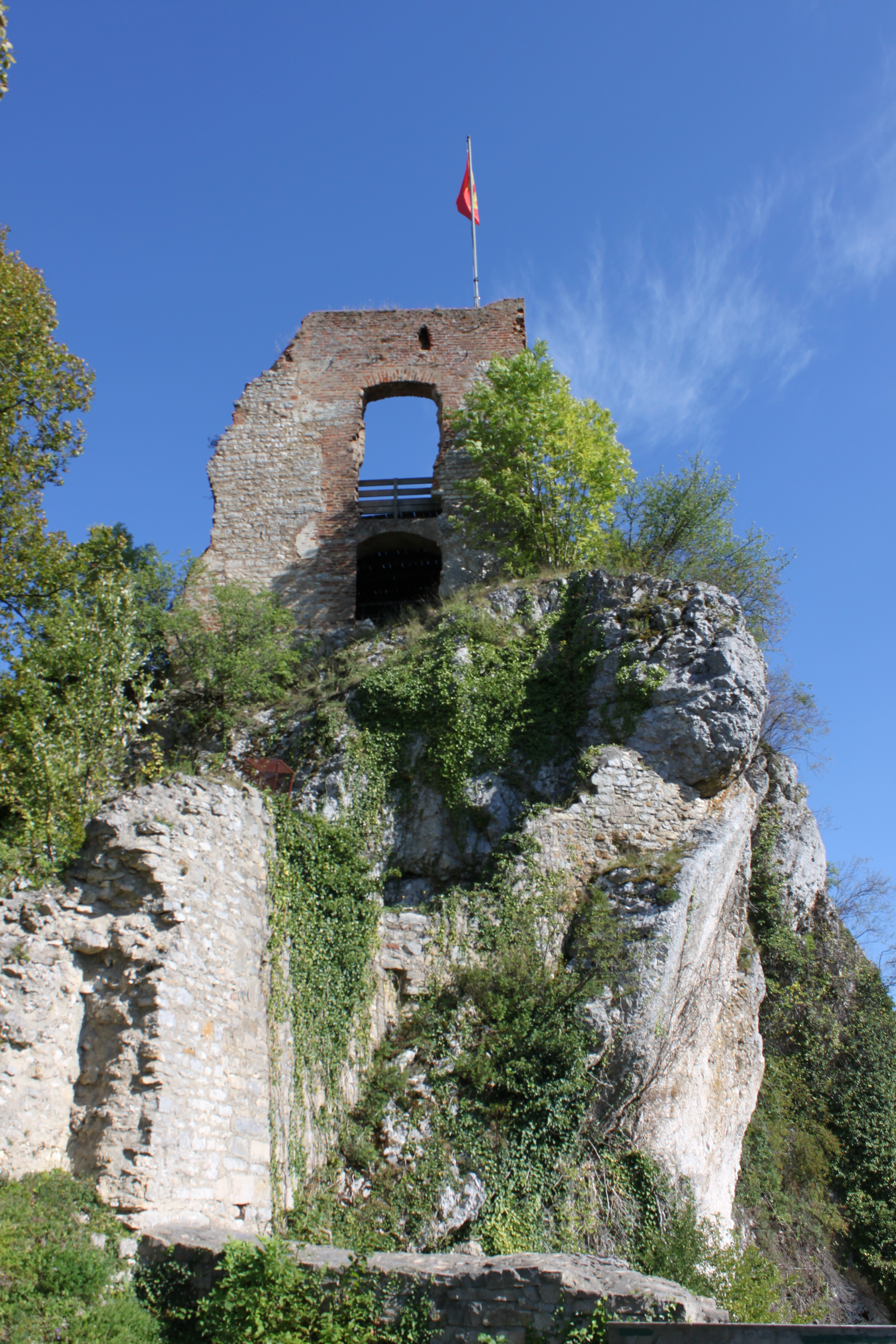

### Le château en 1600
Un moine de Lucelle y décrit deux entrées, trois cours et trois maisons. En 1600, le château possède trois bâtiments :
1. l'Oberschloss ou château supérieur, creusé en partie dans le roc, compte six salles chauffées par un poêle et onze chambres, une cave à l'entrée, une cuisine et une étuve. Deux escaliers permettent son accès à cheval ou en chariot. Cet édifice est séparé de la tour du puits par une petite cour. Il correspond à l'ancien château des comtes de Ferrette et son accès depuis le nouveau château se faisait par une rampe depuis la grande cour[2]. Cette partie du château possède un puits de 60 m de profondeur et une chapelle dédiée à la vierge sainte Catherine ;
2. la Maison du bailli possède elle quatre salles, sept chambres, deux cuisines, une écurie pour y loger trois chevaux, une cave et même une chambre de bains ; elle possède aussi des greniers pour y loger 1000 rézaux de grains ; un bastion avec deux cachots était prévu pour défendre ce bâtiment ;
3. la Maison des chevaliers n'a qu'une salle et une chambre mais surtout des greniers capables de contenir 500 rézaux de grains.

Un mur, avec des tours et des bastions prévus pour soutenir une attaque ponctuelle, entoure le château.